# Oro: Opus Alter
Oro: Opus Alter è un album studio del gruppo musicale italiano Ufomammut, pubblicato nel 2012.

## Tracce
1. Oroborus – 7:55
2. Luxon – 6:04
3. Sulphurdew – 2:18
4. Sublime – 9:42
5. Deityrant – 6:57

## Formazione
- Urlo - basso, tastiere, voce
- Poia - chitarra, tastiere
- Vita - batteria